# Židovský hřbitov v Dolních Kounicích
Židovský hřbitov v Dolních Kounicích se nachází asi 250 m jihozápadně od Masarykova náměstí, přes ulici od místního křesťanského hřbitova na svahu Šibeniční hory. Je chráněn jako kulturní památka České republiky.
Hřbitov založený v roce 1680 má rozlohu 7623 m² a nejstarší dochovaný náhrobek pochází z roku 1688.
Dříve vedla ke hřbitovu úzká a strmá pěšina mezi domy a zahradami, později se chodilo přes celé městečko po cestě na Trboušany a od ní po vrstevnici. Hřbitov má charakter louky, po níž je rozeseto asi 1500 náhrobků. Dochované náhrobky pocházejí z období od konce 17. století (1688) do 2. světové války (1940). Starší jsou soustředěny v jižní části, novější především na západním okraji. Původně jednoduchá výzdoba náhrobních kamenů se rozhojňovala, od poloviny 19. století se na nich rozšířila němčina místo původní hebrejštiny a vzhled náhrobků napodoboval křesťanské.
Dolnokounická židovská komunita přestala existovat v roce 1940.

## Galerie

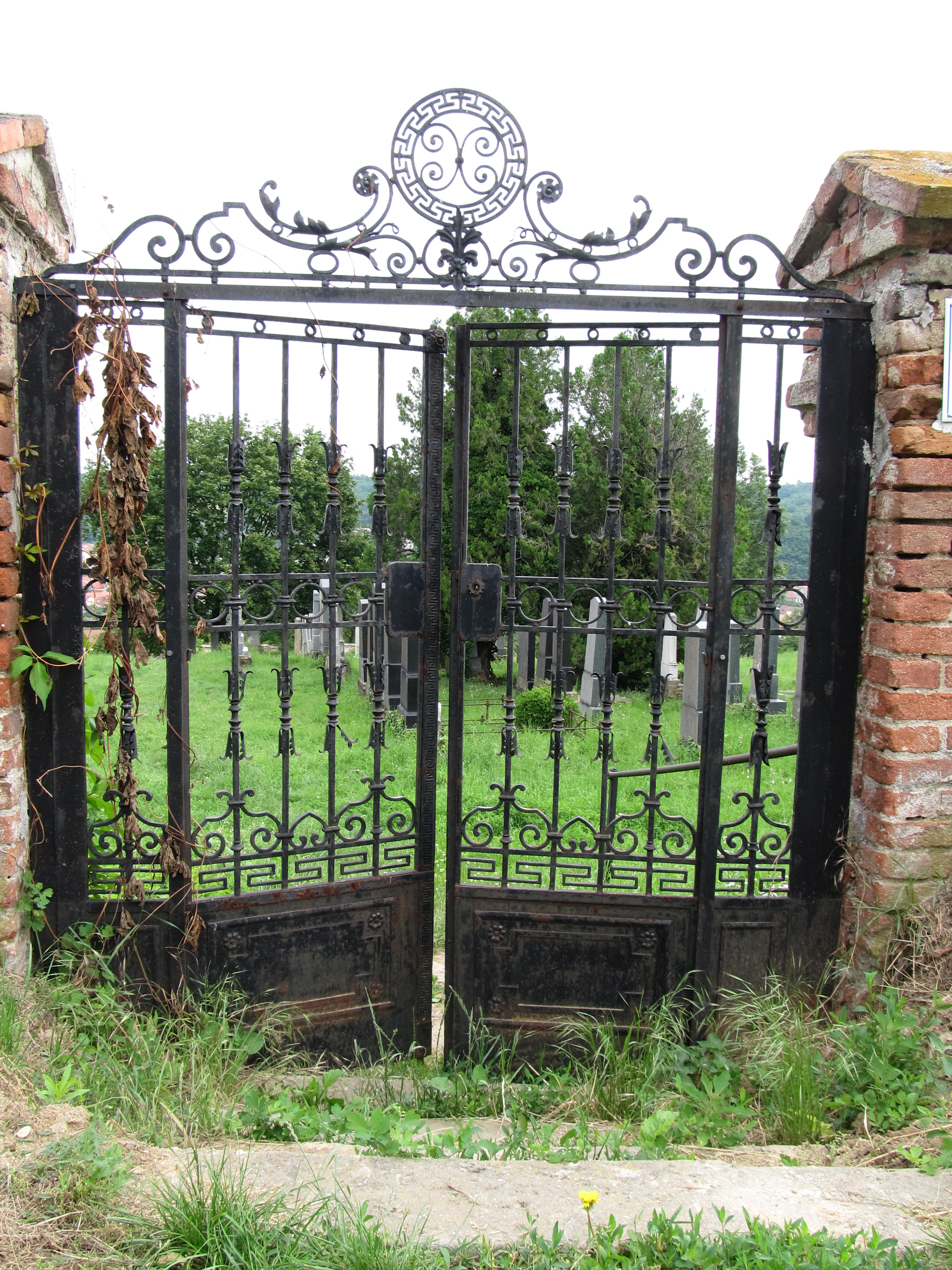
Vstupní brána z Trboušanské ulice
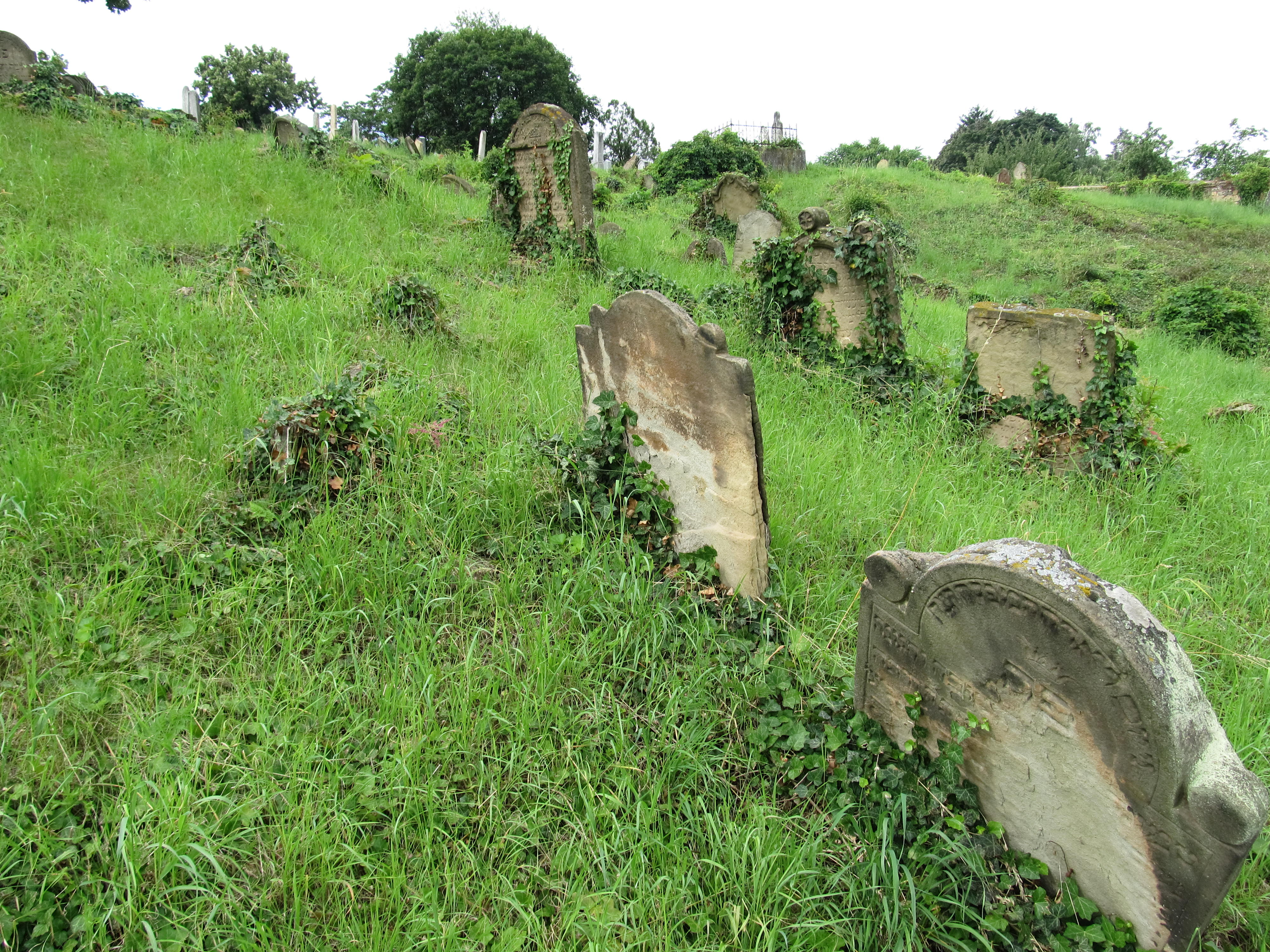
Nejstarší část hřbitova v severní části
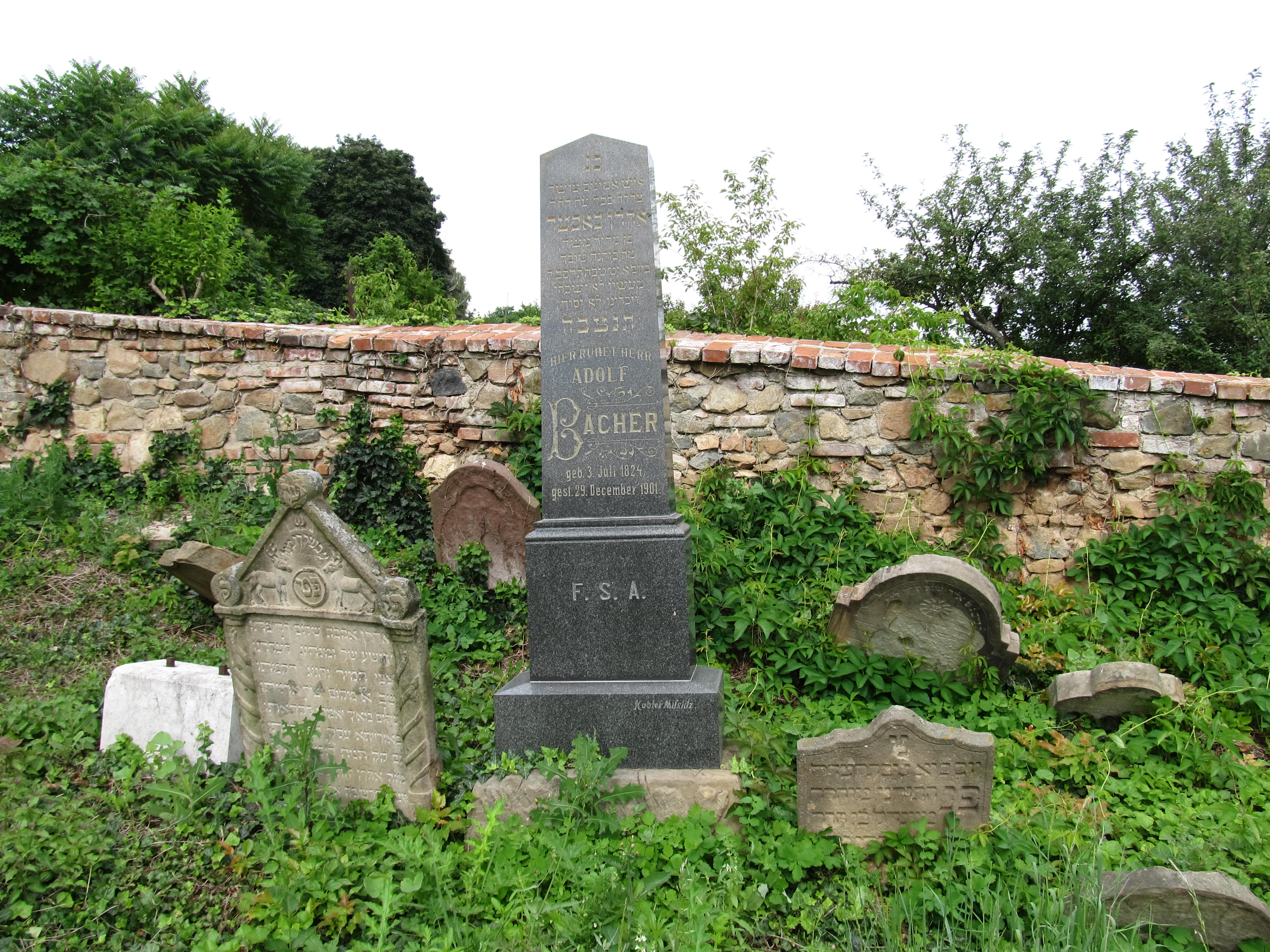
Náhrobky v západní části u ohradní zdi
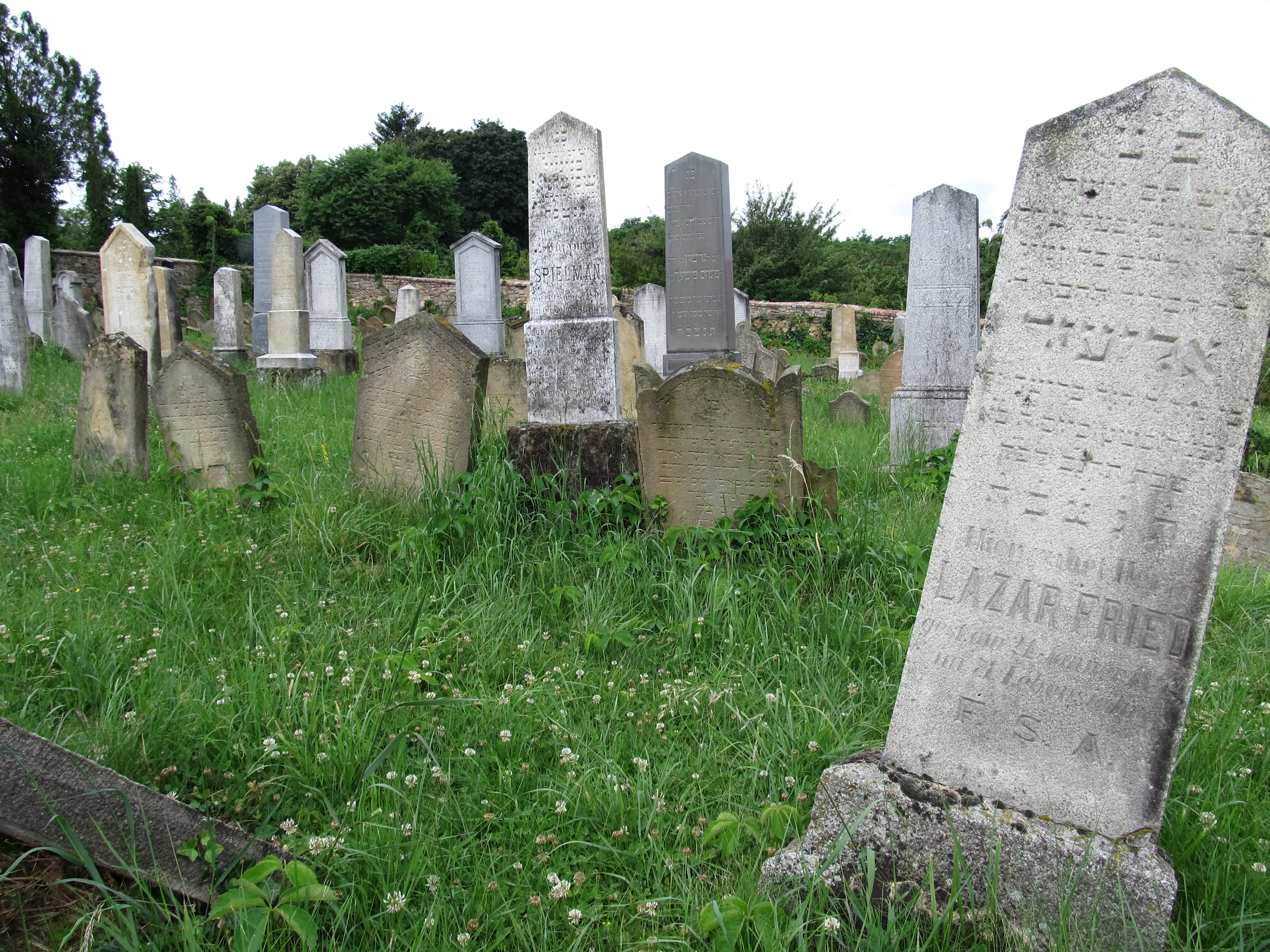
Náhrobky mají hebrejské i německé nápisy
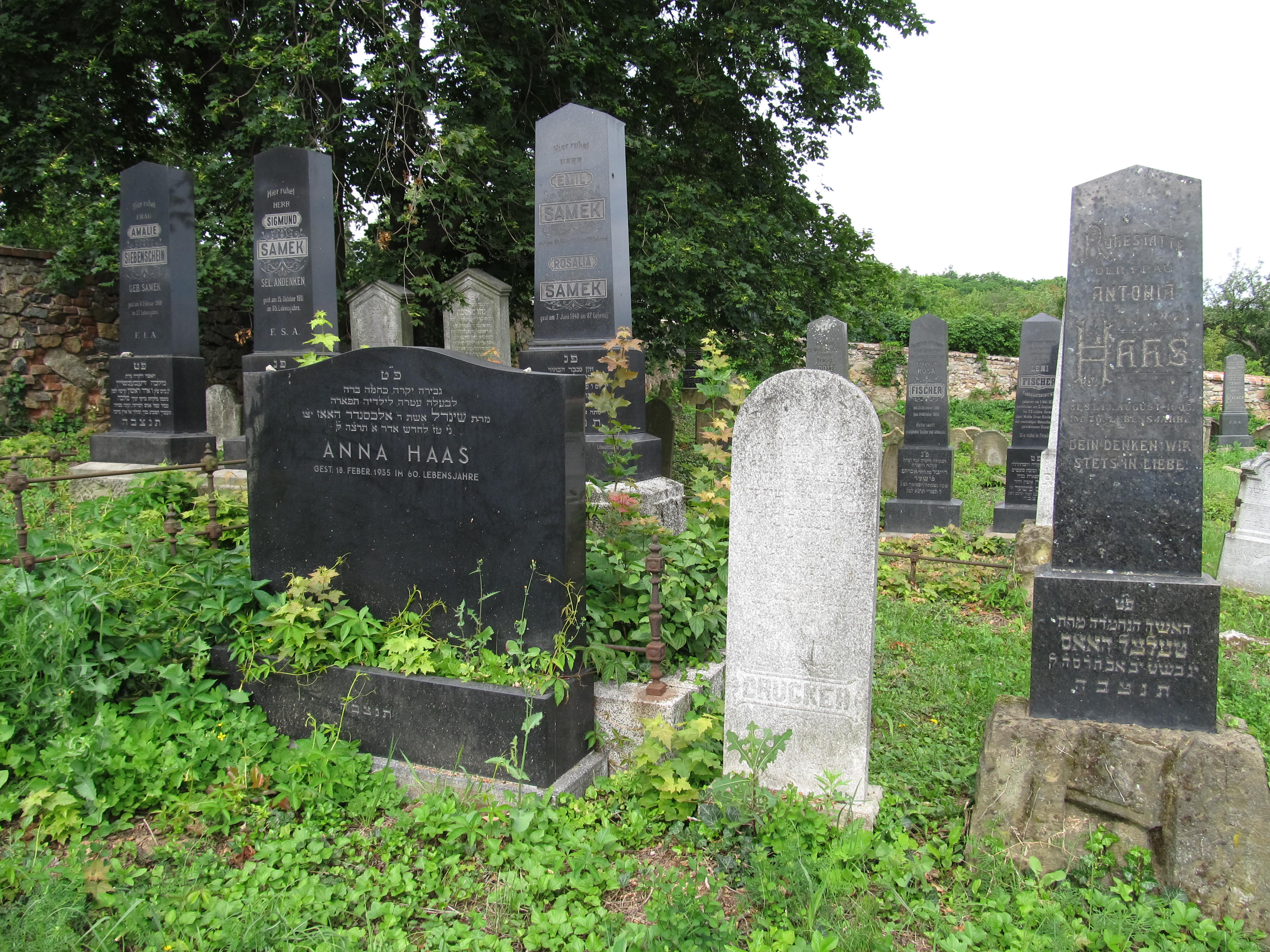
Novější část u vstupní brány